# Epidromia lienaris
Epidromia lienaris är en fjärilsart som beskrevs av Jacob Hübner 1825. Epidromia lienaris ingår i släktet Epidromia och familjen nattflyn. Inga underarter finns listade i Catalogue of Life.